# World Games 2005/Tanzen
Bei den World Games 2005 in Duisburg fanden im Tanzen drei Wettbewerbe statt. Die Wettbewerbe fanden in der König-Pilsener-Arena in Oberhausen statt.

## Ergebnisse

### Latein
| Platz | Nation             | Namen                                       |
| ----- | ------------------ | ------------------------------------------- |
| 1     | Vereinigte Staaten | Eugene Katsevman / Maria Manusova           |
| 2     | Dänemark           | Peter Stokkebrø / Kristina Juel Stokkebrø   |
| 3     | Italien            | Stefano Di Filippo / Annalia Di Filippo     |
| 4     | Russland           | Mariya Tzaptashvili / Denis Kuznetsov       |
| 5     | Slowenien          | Tatsiana Lahvinovich / Zoran Plohl          |
| 6     | Litauen            | Egle Visockaite-Kandelis / Andrius Kandelis |
| 7     | Deutschland        | Andrej Mosejcuk / Susanne Miscenko          |
| 8     | Lettland           | Ojārs Bācis / Santa Lodiņa                  |
| 9     | Moldau             | Elena Rabinovici / Dorin Frecautanu         |
| 9     | Japan              | Chiaki Seko / Masaki Seko                   |
| 11    | Spanien            | Adriana Torrebadella / Iban Salgado         |
| 12    | Georgien           | Olga Urumova / Dmytro Vlokh                 |
| 12    | Australien         | Karina Schembri / Nathan Meyers             |
| 12    | Israel             | Iulia Lesokhina / Aleksander Leivikov       |

### Rock ’n’ Roll
| Platz | Nation      | Namen                                |
| ----- | ----------- | ------------------------------------ |
| 1     | Frankreich  | Christophe Payan / Diane Eonin       |
| 2     | Russland    | Ivan Yudin / Olga Sbitneva           |
| 3     | Frankreich  | Alexis Chardenoux / Fanny Delebecque |
| 4     | Deutschland | Daniela Bechtold / Bernd Diel        |
| 5     | Deutschland | Meike Lameli / Andre di Giovanni     |
| 6     | Slowenien   | Matjaž Izak / Simona Turk            |
| 7     | Tschechien  | Sandra Chudomská / Vitzlav Horak     |

### Standard
| Platz | Nation      | Namen                              |
| ----- | ----------- | ---------------------------------- |
| 1     | Litauen     | Arūnas Bižokas / Edita Daniūte     |
| 2     | Deutschland | Sascha Karabey / Natascha Karabey  |
| 3     | Italien     | Paolo Bosco / Silvia Pitton        |
| 4     | Russland    | Elena Uspenskaia / Maxim Kotlov    |
| 5     | Polen       | Karina Nawrot / Andrzej Sadecki    |
| 6     | Slowenien   | Misa Cigoj / Anastasia Novozilova  |
| 7     | Deutschland | Andrej Mosejcuk / Susanne Miscenko |
| 8     | Moldau      | Ivan Zderciuk / Olga Ciubar        |
| 9     | Slowakei    | Andrej Hromádka / Aneta Orosiová   |
| 10    | Lettland    | Valdis Škutāns / Laura Kosīte      |
| 11    | Ungarn      | Csaba László / Szilvia Szögi       |
| 12    | Japan       | Megumi Saito / Masayuki Ishihara   |
| 13    | Georgien    | Olga Urumova / Dmytro Vlokh        |
| 13    | Tschechien  | Martin Dvořák / Zuzana Šilhánová   |
| 15    | Österreich  | Florian Gschaider / Manuela Stöckl |
| 16    | Estland     | Katrin End / Aleksander Makarov    |